# Everything Is Wrong
Everything Is Wrong es un álbum de estudio lanzado en 1995 por el músico Moby. Fue el primer álbum de música electrónica de Moby aclamado, aunque su verdadero éxito no llegó del todo hasta el lanzamiento de su álbum de 1999, Play. El disco se lanzó también en una edición limitada con un bonus disc titulado Underwater.
En el libreto del álbum, Moby incluye dos ensayos personales: citas de personas famosas (desde Albert Einstein a San Franciso de Asís), y "hechos" que él ha recogido. (Por ejemplo: 1 billón de animales son asesinados cada año en experimentos.)
El álbum fue seguido a principios de 1996 por un doble álbum de remixes titulado Everything Is Wrong: Non-Stop DJ Mix.

## Listado de canciones
Todas las canciones escritas y compuestas por Moby. 
| N.º   | Título                                   | Escritor(es)     | Duración |  |
| 1.    | «Hymn»                                   |                  | 3:17     |  |
| 2.    | «Feeling So Real»                        |                  | 3:21     |  |
| 3.    | «All That I Need Is to Be Loved»         |                  | 2:45     |  |
| 4.    | «Let's Go Free»                          |                  | 0:38     |  |
| 5.    | «Everytime You Touch Me»                 |                  | 3:41     |  |
| 6.    | «Bring Back My Happiness»                |                  | 3:12     |  |
| 7.    | «What Love?»                             |                  | 2:48     |  |
| 8.    | «First Cool Hive»                        |                  | 5:17     |  |
| 9.    | «Into the Blue»                          | Moby, Mimi Goese | 5:33     |  |
| 10.   | «Anthem»                                 |                  | 3:27     |  |
| 11.   | «Everything Is Wrong»                    |                  | 1:14     |  |
| 12.   | «God Moving Over the Face of the Waters» |                  | 7:21     |  |
| 13.   | «When It's Cold I'd Like to Die»         | Moby, Goese      | 4:13     |  |
| 46:47 |                                          |                  |          |  |

| Bonus disc: Underwater |                       |          |  |
| N.º                    | Título                | Duración |  |
| 1.                     | «Underwater (Part 1)» | 5:14     |  |
| 2.                     | «Underwater (Part 2)» | 5:43     |  |
| 3.                     | «Underwater (Part 3)» | 7:23     |  |
| 4.                     | «Underwater (Part 4)» | 8:02     |  |
| 5.                     | «Underwater (Part 5)» | 16:45    |  |
| 43:07                  |                       |          |  |

## Personal
- Moby - Músico Principal, Programador, Productor, Ingeniero
- Rozz Morehead - Voces
- Nicole Zaray - Voces
- Kochie Banton - Voces
- Mimi Goese - Voces
- Saundra Williams - Voces
- Jill Greenberg - Fotografía